# Madatyphlops andasibensis
Madatyphlops andasibensis — вид змій родини сліпунів (Typhlopidae). Ендемік Мадагаскару.

## Поширення і екологія
Madatyphlops andasibensis відомі з типової місцевості, розташованої в районі Андасібе на сході острова Мадагаскар, на висоті 900 м над рівнем моря. Вони живуть у вологих тропічних лісах, серед опалого листя.